# Virgo (группа)
Virgo — немецкий музыкальный проект, сформированный в 2000 году.

## История
Музыкальный проект Virgo является совместным детищем бразильского вокалиста Андре Матоса и немецкого продюсера, а также гитариста-мультиинструменталиста Саши Паэта. Музыканты познакомились в период работы над одним из альбомов Angra, где пел в своё время Матос. В 2000 году Андре заявил о своём уходе из группы, а Паэт предложил ему записать совместный альбом. Для записи релиза были привлечены клавишник Майкл «Миро» Роденберг, барабанщик Роберт Ханеке-Риццо и басист Олаф Рейтмейер. Альбом вышел в 2001 году на лейбле SPV Records и стилистически был очень разнообразен: опираясь на основу мелодичного пауэр-метала, музыка релиза являлась сплавом прогрессивного метала, арт-рока и альтернативы. В поддержку альбома осенью 2001 года было совершено турне, после которого Матос сосредоточился на основной группе Shaman. В дальнейшем никаких новостей касательно продолжения творческой активности внутри проекта не поступало.

## Участники
- Андре Матос (Andre Matos) — вокал, пианино
- Саша Паэт (Sascha Paeth) — гитара, клавишные, бас
- Роберт Ханеке-Риццо (Robert Hunecke-Rizzo) — ударные
- Олаф Рейтмейер (Olaf Reitmeier) — бас
- Майкл «Миро» Поденберг (Michael «Miro» Rodenberg) — клавишные

## Дискография
- 2001 — Virgo